# Lars Bocian
Lars Bocian (* 1969 in Zittau) ist ein deutscher Politiker (CDU). Seit 2023 ist er Mitglied des Abgeordnetenhauses von Berlin.

## Leben
Bocian wuchs in Berlin-Prenzlauer Berg, Berlin-Friedrichshain und Berlin-Hohenschönhausen auf. Er ist seit 1995 Betriebsleiter und Geschäftsführer eines Handwerksbetriebs. Zudem ist er Schöffe am Arbeitsgericht Berlin.
Bocian ist verheiratet, hat drei Kinder und lebt in Berlin-Französisch Buchholz.

## Politik
Bocian ist Mitglied der CDU. Von 2021 bis 2023 war er Mitglied der Bezirksverordnetenversammlung Pankow. Er war zuvor bis 2021 Bürgerdeputierter im dortigen Finanzausschuss.
Bocian kandidierte bei der Wahl zum Abgeordnetenhaus von Berlin 2021 im Wahlkreis Pankow 2, verfehlte jedoch den Einzug ins Abgeordnetenhaus. Bei der Wiederholungswahl 2023 konnte er das Direktmandat im Wahlkreis Pankow 2 gewinnen und zog ins Abgeordnetenhaus ein.